# Baños de Rioja
Baños de Rioja is een gemeente in de Spaanse provincie en regio La Rioja met een oppervlakte van 9,23 km². Baños de Rioja telt 91 inwoners (1 januari 2016).

## Demografische ontwikkeling
Bron: INE, 1857-2011: volkstellingen